# Alviano
Alviano és un municipi italià, situat a la regió d'Úmbria i la província de Terni. L'any 2018 tenia 1.451 habitants. La seva història es remunta a l'edat mitjana.